# Crème de marrons
La crème de marrons est une crème inventée en 1885 par l'industriel Clément Faugier qui cherchait à récupérer les brisures des marrons glacés créées accidentellement lors de la production.
Les débris de marrons glacés sont récupérés et reconfiturés avec des châtaignes épluchées et cuites (et de la vanille).
La crème de marrons est donc une confiture de châtaignes aux débris de marrons glacés et à la vanille.

## Élaboration
Aujourd'hui elle est plus souvent obtenue après un long pétrissage des marrons (variété de grosses châtaignes non cloisonnées, à ne pas confondre avec le toxique marron d'Inde) et ne contient pas forcément des marrons glacés.
La marque Crème de marrons de l'Ardèche a été déposée en 1924.

### Préparation maison
Il faut d'abord obtenir une purée de châtaignes. Les châtaignes entières mais entaillées sont bouillies pendant dix minutes, puis égouttées, et enfin épluchées y compris la seconde peau. Elles sont ensuite recuites durant une quinzaine de minutes, et passées au mixeur. Un sirop à base d'eau, de sucre et de vanille est préparé séparément, par concentration à faible ébullition. Lorsque la consistance semi-épaisse du sirop est atteinte, la crème de marrons est ajoutée au sirop pendant encore une dizaine de minutes de cuisson, afin d'obtenir la couleur et la consistance désirée. La couleur est d'autant plus marron-foncé qu'il y a de sucre et d'autant plus beige-clair qu'il n'y en a pas (purée de châtaignes).

## Composition
La recette originale de la crème de marrons de l'Ardèche est celle de Clément Faugier datant de 1882 :
- des brisures de marrons glacés,
- de la pulpe de marrons,
- du sirop de confisage,
- du sucre,
- de la vanille[2],[1].

La majorité des producteurs artisanaux ardéchois n'incorporent pas de sirop de glucose, ni de brisures de marrons glacés.

## Recettes
La crème de marrons se mange au naturel, mélangée à du fromage blanc ou sur des crêpes, des galettes de sarrasin  ou des pancakes ; mais de nombreuses recettes l'utilisent comme ingrédient : glaces, tartes, charlottes, macarons, ainsi que des plats salés.

## Réglementation
En France 

La quantité de purée de marrons utilisée doit être au minimum de 38 %.

## 2° Guerre Mondiale , occupation allemande et rationnement
Durant l'occupation allemande en France (1940-1945) le rationnement était sévère, et la France livrée au pillage au profit de l'Allemagne et principalement de la Wehrmacht. Mais les Allemands ne se préoccupèrent pas de la valeur nutritive de la châtaigne ardéchoise.
L'industriel Clément Faugier a eu l'idée de continuer sa production en contournant les tickets de rationnement : Il préparait la crème de marrons qu'il commercialisait en pharmacie sous le nom de "Génovitine" (qu'il faisait passer pour un fortifiant)  et qui était délivrable avec l'ordonnance d'un médecin . La Génovitine n'était autre que de la crème de marron additivée de quelques excipients inoffensifs.
Pour les habitants des grandes villes dont la situation alimentaire est bien plus dure que celle des paysans des campagnes, c'était un réconfort apprécié, en particulier pour les enfants et adolescents en pleine croissance.